# Orthosympathisch zenuwstelsel

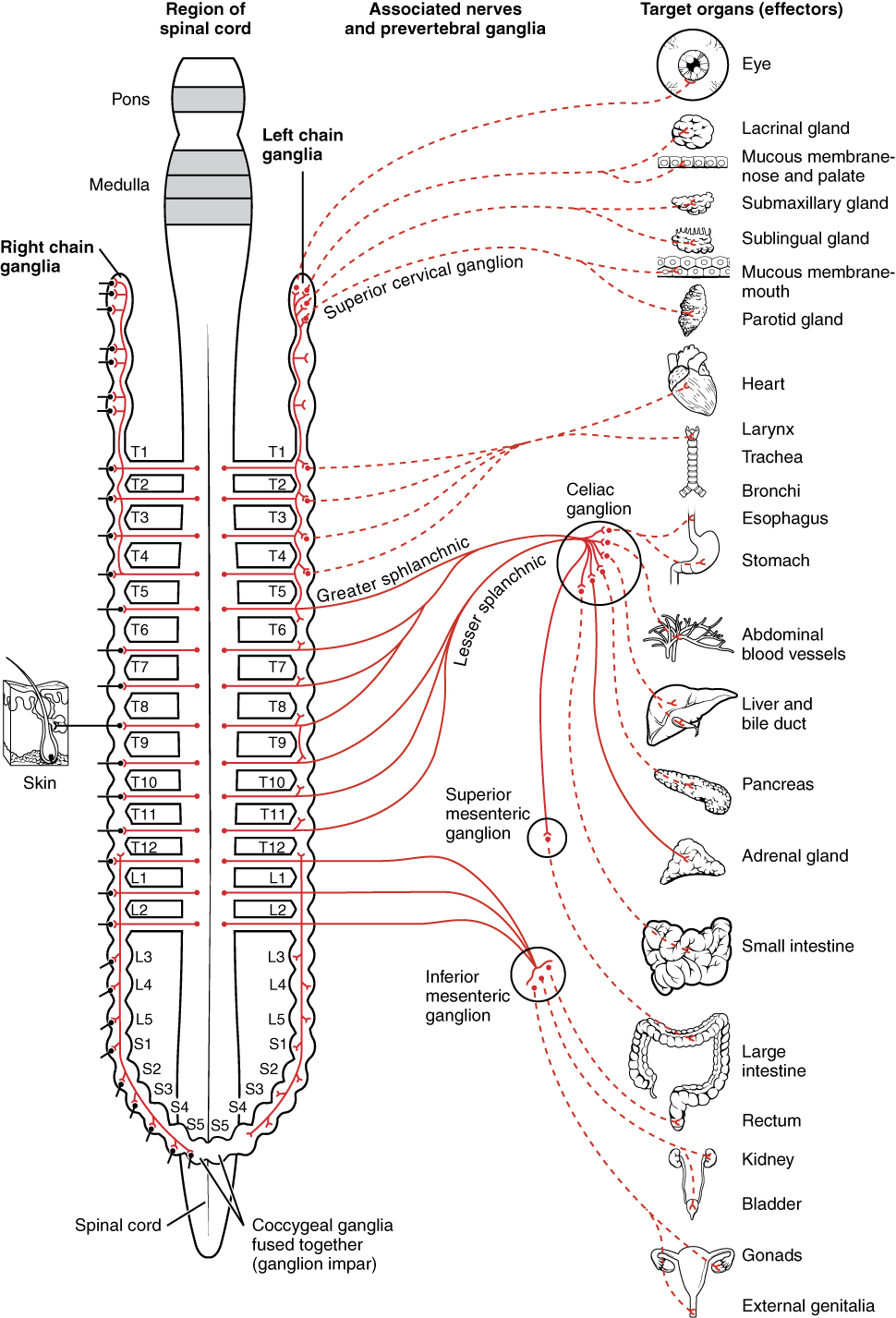
Schematisch overzicht van het orthosympathische zenuwstelsel

Het orthosympathische zenuwstelsel, ook wel het sympathische zenuwstelsel genoemd, is het deel van het autonome zenuwstelsel dat de organen zodanig beïnvloedt dat het lichaam arbeid, waar energie voor nodig is, kan verrichten. Het orthosympathische zenuwstelsel bevordert dan ook de dissimilatie, waarbij energie vrijkomt.
Het andere deel van het autonome zenuwstelsel heet het parasympathische zenuwstelsel en vervult in zekere zin een tegengestelde rol van het orthosympathische zenuwstelsel.

## Algemeen
Het orthosympathische deel zorgt bij activiteit van het lichaam onder andere voor een hogere hartslagfrequentie, constrictie van de bloedvaten in de spieren (door aanwezigheid van bèta 2-receptoren in de bloedvaten) en een hogere ademfrequentie, maar remt de spijsvertering. Wanneer het orthosympathische zenuwstelsel niet actief is dan is het lichaam in rust, de spijsvertering is dan juist wel actief.

## Anatomie en functie
Het orthosympathische zenuwstelsel loopt in twee grensstrengen, celkolommen die losstaan van het centrale zenuwstelsel. Impulsen vanuit het ruggenmerg worden via deze grensstrengen naar de organen geleid. De grensstrengen komen in tweevoud voor: zowel links als rechts van de wervelkolom en bestaan uit zenuwknopen, ook wel ganglia genoemd. Vanuit deze ganglia lopen zenuwen naar de organen. De verhouding tussen het aantal pre- en postganglionaire zenuwvezels is ongeveer 1:20.

### Segmenten en ganglia
De zenuwen tussen het centrale zenuwstelsel en de grensstrengen worden preganglionaire zenuwen genoemd. Deze preganglionaire zenuwen zijn tussen de eerste borstwervel (T1) en de tweede, of derde, lendenwervel (L2 of L3) verbonden met de grensstrengen. Om ook andere delen van het lichaam te bereiken, kunnen signalen via de grensstrengen worden overgebracht. Zo lopen de orthosympathische impulsen van en naar het hoofd en de nek via drie paar cervicale ganglia, die indirect met de wervelkolom zijn verbonden via T1. Op deze manier kan het orthosympathische zenuwstelsel zorgen dat de pupillen worden vergroot en dat de traan- en speekselklieren worden geremd.
Het orthosympathische zenuwstelsel kan tussen wervels T2 en T6 de hartslag verhogen, zweetklieren stimuleren en huidharen rechtop laten staan. Via de abdominale zenuwknoop, verbonden met de wervelkolom tussen wervels T6 en T12, stimuleert het orthosympathische zenuwstelsel de productie van glucose in de lever, remt het de spijsvertering in de maag, en vernauwt het bloedvaten in de darmen, waardoor het opnemen van voedingsstoffen uit eten afneemt. Op het niveau van wervels L1, L2 en L3 bevindt zich het ganglion mesentericum inferius, dat onder andere ook de bloedvaten in de darmen vernauwt en de blaas verslapt.
De korte verbinding tussen het ruggenmerg en de ganglia van de orthosympathische grensstreng, waar de preganglionaire cellen doorheen gaan, is de ramus communicans albus. Deze wordt zo genoemd omdat de preganglionaire cellen myelineschedes hebben en die zijn wit (albus is Latijn voor "wit").

### Neurotransmitters
De signaaloverdracht geschiedt in de orthosympathicus in twee fasen: via de preganglionvezels die eindigen in de grensstrengganglia en vervolgens via de postganglionaire vezels, eindigend in het eindorgaan. De signaaloverdracht is cholinerg (met acetylcholine als neurotransmitter) in de grensstreng, en adrenerg (met noradrenaline als neurotransmitter) bij het eindorgaan. Een uitzondering op deze regel is de overdracht van en naar de zweetklieren; die is volledig cholinerg.

### Receptoren
Binnen het sympathisch zenuwstelsel bindt acetylcholine op de preganglionaire nicotinerge receptoren. Noradrenaline en adrenaline binden aan twee typen postganglionaire receptoren: α-receptoren en β-receptoren. Deze verschillen in gevoeligheid voor de verschillende adrenerge stoffen. α-Receptoren zijn doorgaans exciterend (met uitzondering van het maag-darmkanaal, namelijk remmend), β-receptoren zijn in het algemeen remmend (met uitzondering van het hart, in dit geval namelijk exciterend). Bètablokkers zijn antagonisten die inwerken op de β-receptoren.